# Санкт-Марайн-Файстріц
Санкт-Марайн-Файстріц (нім. Sankt Marein-Feistritz) — громада  (нім. Gemeinde)  в Австрії, у федеральній землі  Нижня Австрія.
Входить до складу округу Мурталь. Населення становить 2044 особи (станом на 31 грудня 2015 року). Займає площу 70 км².